# پل هام
پل هام (به انگلیسی: Paul Hamm) ژیمناست زادهٔ ۲۴ سپتامبر ۱۹۸۲ میلادی اهل کشور ایالات متحده آمریکا است.